# 菲律宾民主党
菲律宾民主党（縮寫為PDP），2024年以前称菲律宾民主党—人民力量，是菲律宾的一个民粹主义政党，成立于1982年，自2016年以来一直是菲律宾总统罗德里戈·杜特尔特领导下的执政党。